# حس یک پایان (فیلم)
حسِّ یک پایان (به انگلیسی: The Sense of an Ending) فیلمی محصول سال ۲۰۱۷ و به کارگردانی ریتش باترا است. در این فیلم بازیگرانی همچون جیم برودبنت، شارلوت رمپلینگ، هریت والتر، امیلی مورتیمر، میشل داکری، بیلی هوول، فریا میور، جو آلوین، هیلتون مک‌ری، متیو گود، ادوارد هولکروفت و جیمز ویلبی ایفای نقش کرده‌اند.